# 酒井忠宝 (姫路藩主)
酒井 忠宝（さかい ただとみ）は、江戸時代後期から末期の大名。播磨姫路藩の第6代藩主。雅楽頭系酒井家19代。

## 略伝
旗本・酒井忠讜（ただなお：「言に黨」、第4代藩主・酒井忠実の5男）の長男。本家に男子がなく、先々代忠実の孫にあたることから、第5代藩主・忠学（忠讜の従兄弟にあたる）の婿養子となる。弘化元年（1844年）、忠学の死去に伴い家督を継ぐ。嘉永6年（1853年）、25歳で死去し、跡を従弟で養子の忠顕が継いだ。

## 経歴
- 1829年（文政12年） - 生まれる
- 1844年（弘化元年） - 酒井家家督相続（12月27日）
- 1853年（嘉永6年） - 死去、享年25

## 官歴
- 1845年（弘化2年） - 従五位下雅楽頭、従四位下侍従